# 2014 en Alberta
Chronologie de l'Alberta
- 2010
- 2011
- 2012
- 2013
- 2014
- 2015
- 2016
- 2017
- 2018

Cette page concerne des événements qui se sont produits durant l'année 2014 dans la province canadienne de l'Alberta.

## Politique

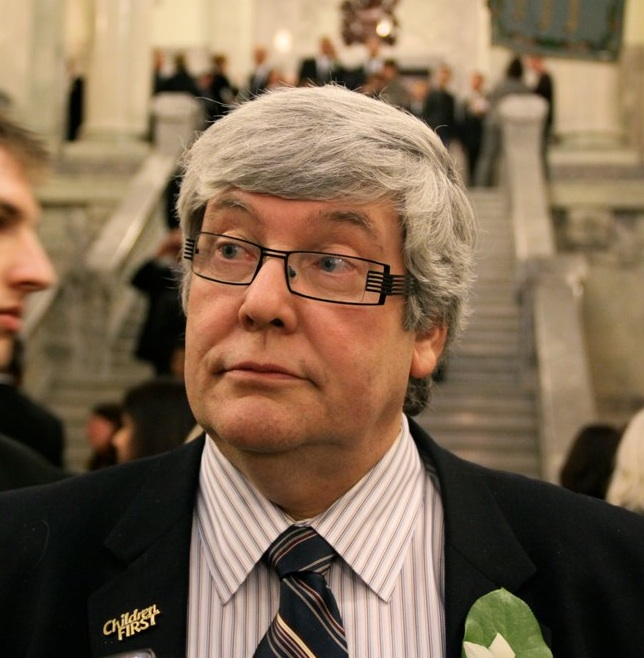
Dave Hancock

- Premier ministre : Alison Redford puis Dave Hancock puis Jim Prentice (Parti progressiste-conservateur)
- Chef de l'Opposition : Danielle Smith puis Heather Forsyth (en) (Parti Wildrose)
- Lieutenant-gouverneur : Donald Ethell (en)
- Législature : 28e (en)

## Événements
- Mise en service du George C. King Bridge, passerelle métallique pour piétons de 180 mètres de longueur traversant la rivière Bow à Calgary[1].

- Vendredi 17 janvier : le député conservateur fédéral de Fort McMurray—Athabasca Brian Jean quitte ses fonctions[2].

- Vendredi 28 février : un suspect de 29 ans, Jayme Pasieka, arme d'un couteau est arrêté et accusé d'avoir tué deux personnes et six blessés dans un entrepôt d'épicerie Loblaw à Edmonton[3].

- Mercredi 19 mars: c'est au tour de la Première ministre albertaine Alison Redford de présenter sa démission, qui prend effet quatre jours plus tard, soit le 23 mars 2014 [4].

- Dimanche 23 mars : le vice-premier ministre et député d'Edmonton-Whitemud Dave Hancock devient premier ministre de l'Alberta sous l'intérimaire, à la suite de la démission d'Alison Redford

- Mardi 15 avril : cinq étudiants sont assassinés lors d'une fête organisée par des étudiants de l'Université de Calgary; la personne accusée du crime est le fils d'un policier de Calgary [5].

- Lundi 30 juin : deux élections partielles fédérales auront lieu à Fort McMurray—Athabasca et Macleod[6].

- 2 au 7 septembre 2014 : 2e édition du Tour d'Alberta, course classée 2.1 à l'UCI America Tour.

- Dimanche 2 novembre : début, à Banff, de la visite du président français, François Hollande, au Canada[7].

## Décès
- 14 janvier : Eric Paterson(né le 11 septembre 1929 à Edmonton et mort à Sherwood Park[8] ) , joueur de hockey sur glace. Il participe aux Jeux olympiques d'hiver de 1952 et devient champion olympique avec le Canada[9].